# HD 200661
HD 200661 är en ensam stjärna belägen i den södra delen av stjärnbilden Lilla hästen. Den har en skenbar magnitud av ca 6,41 och kräver åtminstone en handkikare för att kunna observeras. Baserat på parallaxmätning inom Hipparcosuppdraget på ca 6,6 mas, beräknas den befinna sig på ett avstånd på ca 490 ljusår (ca 150 parsek) från solen. Den rör sig närmare solen med en heliocentrisk radialhastighet på ca -12 km/s.

## Egenskaper
HD 200661 är en orange till gul jättestjärna av spektralklass K0 III. Den har en massa som är ca 2,4 solmassor, en radie som är ca 96 solradier och har ca 70 gånger solens utstrålning av energi från dess fotosfär vid en effektiv temperatur av ca 4 900 K.